# Хоккей с шайбой в Узбекистане
Хоккей с шайбой в Узбекистане относится к развивающимся видам спорта.

## Советский период
Поскольку Узбекистан из-за жаркого климата не имел возможности для развития хоккея на открытых площадках, впервые эту игру начали культивировать здесь только в начале 1970-х. В 1970 году в Ташкенте построили ледовый дворец спорта «Юбилейный», а в 1971 году на его базе была создана команда «Спартак».
В 1972 году Узбекская ССР стала самым южным местом в мире, где развивался хоккей, и была включена в Книгу рекордов Гиннесса.
В 1973 году команда перешла на баланс Главташкентстроя и была переименована в «Бинокор» («Строитель»). Поскольку в Узбекистане хоккеистов не было, «Бинокор» укомплектовали приезжими игроками, и в том же году ташкентцы дебютировали в восточной зоне второй лиги первенства СССР. К концу 70-х в команде стало больше местных воспитанников.
В 1976 году «Бинокор» выиграл зональный турнир и перешёл в первую лигу, где провёл восемь сезонов подряд. Лучший результат ташкентцы показали в сезоне-1977/1978, когда заняли четвёртое место.
В 1978 году «Бинокор» единственный раз выступил на международном уровне: в чехословацком Таборе он сыграл в турнире «Золотой колос», где занял третье место.
В 1984 году «Бинокор» вылетел из первой лиги, но с ходу вернулся и играл в первой лиге ещё два сезона. Но в 1987 году «Бинокор» снова покинул первую лигу, а в 1988-м был расформирован.
Юношеская сборная Узбекской ССР участвовала в зимних Спартакиадах народов СССР, но проигрывала все матчи: так в 1982 году на групповом этапе узбекские хоккеисты потерпели три поражения с общим счётом 4:54 (в том числе 0:26 от сборной Москвы).

## Период независимости
Вновь культивировать хоккей в Узбекистане стали только в 2010-х годах. Инициатива принадлежала местным энтузиастам: в частности, воспитанникам «Бинокора» Алишеру Азимову, игравшему в ОАЭ, Абдумажиту Насырову и Хайреиддину Алимходжаеву, которые в 2013 году воссоздали клуб. При нём была сформирована ДЮСШ, стала разыгрываться любительская ночная лига.
В 2013 году стартовал первый в истории чемпионат Узбекистана по хоккею. В нём участвовали четыре ташкентских команды: «Акулы», «Барс», «Белые медведи» и «Бинокор». Планировалось провести турнир в два круга, но сыграли только один, после которого лидировал «Барс». В течение пяти лет чемпионат не разыгрывался. В 2019 году была создана Узбекская хоккейная лига, в состав которой также вошли четыре команды из Ташкента: «Бинокор», «Семург», «Ташкент» и «Хумо». Чемпионом страны по итогам 2-кругового турнира стал «Семург».
В сезоне 2019/20 «Хумо» дебютировал в российской Высшей хоккейной лиге, где занял 7-е место в конференции и дошёл до четвертьфинала плей-офф. «Хумо-2» выступал в открытом чемпионате Казахстана, где занял 10-е место среди 11 команд.
В декабре 2013 года была впервые создана Федерация хоккея Узбекистана, однако она не функционировала и была повторно сформирована уже 28 марта 2018 года. Федерацию возглавляет Бахтиёр Фозилов. 26 сентября 2019 года она была принята в ИИХФ. Сборная Узбекистана пока не проводила матчей.
К 2020 году в Узбекистане было четыре катка с искусственным льдом, все — в Ташкенте. Среди них — ледовый дворец «Хумо Арена» (его основная арена вмещает 12 500 зрителей, резервная — 300 зрителей) и каток Frozen Lake в развлекательном комплексе Ice City, где проводился розыгрыш Узбекской хоккейной лиги. В то же время Федерация хоккея Узбекистана ставит задачу развивать хоккей и в регионах. В стране насчитывается 369 хоккеистов (113 мужчин, 4 женщины, 252 юноши) и 8 судей.

## Известные представители
Самый известный уроженец Узбекистана в мировом хоккее — американский нападающий Артур Калиев. Он родился в Ташкенте, но в раннем детстве вместе с родителями переехал в США. Играет в хоккейной лиге Онтарио за «Хэмилтон Булдогс», которая входит в систему «Лос-Анджелес Кингз». Выступал за сборную США на юниорских чемпионатах мира.